# 马丁娜·比朔夫
马丁娜·比朔夫（德語：Martina Bischof，1957年11月23日—），旧姓菲舍尔（Fischer），德国女子皮划艇运动员。她曾代表东德参加1980年夏季奥林匹克运动会皮划艇比赛，获得女子双人皮艇500米金牌。